# Johann Friedrich Boeck
Johann Friedrich Boeck (* 15. November 1811 in Greifswald; † 6. November 1873 in Stettin) war ein deutscher Landschaftsmaler in der Nachfolge Caspar David Friedrichs, Porträtmaler sowie Fotograf.

## Leben
Johann Friedrich Boeck wurde 1811 in Greifswald geboren als Sohn des Justizangestellten Martin Boeck und dessen Frau Regina Maria, geb. Martens. Während seiner Zeit am Greifswalder Gymnasium erhielt er Zeichenunterricht bei den akademischen Zeichenlehrern Johann Gottfried Quistorp und Anton Heinrich Gladrow. Quistorp war es auch, der ihm ein zweijähriges Studium an der Berliner Akademie der Künste vermittelte.
Ab 1832 war er wieder in Greifswald, machte eine Lehre als Dekorationsmaler und ließ sich hier 1834 nach dem Erhalt der Bürgerrechte als Stuben- und Dekorationsmaler nieder. Nebenher erteilte er Zeichenunterricht an der Sonntagsschule des Gewerbevereins und ebenso für Privatschüler. Eine versuchte Nachfolge von Gladrow als Zeichenlehrer am Greifswalder Gymnasium kam 1849 nicht zustande. Ab 1839 war er Mitglied der Greifswalder Freimaurerloge Carl zu den drei Greifen. Ab 1850 beschäftigte er sich auch mit der Daguerreotypie und besaß ein eigenes Fotoatelier.
Boeck war Kopist der Bilder Caspar David Friedrichs, begünstigt durch die Bekanntschaft mit Friedrichs Greifswalder Verwandtschaft und durch Besuche in Dresden. Seine eigenen Werke waren in der Gestaltung an Friedrich angelehnt und hauptsächlich romantische Landschaften Norddeutschlands und Norwegens, Ansichten der Stadt Dresden und Porträts.
Boeck war ab 1834 verheiratet mit Amalie, geb. Halee (* 1820). Das Ehepaar hatte vier Kinder; Friedrich Wilhelm (* 1842), Rosalie (* 1846), Clara (* 1849) und Bettina (* 1856). Boeck verstarb kurz vor Vollendung seines 62. Lebensjahres in Stettin, wo er die letzten Jahre bei seinem Sohn verbracht hatte.

„Johann Friedrich Boeck […] darf sicherlich als ein Maler bezeichnet werden, der sich mit dem Erbe Friedrichs auseinandersetzte und, bewußt auf dessen Tiefgang verzichtend, den Versuch unternahm, dessen Bildwerk für den zeitgenössischen Geschmack umzuwandeln und zu modifizieren.“

## Werke (Auswahl)
- Kreidefelsen auf Rügen. Um 1840, Öl auf Leinwand, 67 × 75 cm, Privatbesitz
- Ostseestrand bei Vollmond. Um 1840, Öl auf Leinwand, 32 × 44 cm, Privatbesitz
- Greifswalder Hafen. Um 1840, Öl auf Leinwand, 41 × 59 cm, Pommersches Landesmuseum Greifswald
- Dresden im Mondschein. Um 1840, Öl auf Leinwand. 29,5 × 37,5 cm, Pommersches Landesmuseum Greifswald
- Mondscheinnacht auf Rügen. Um 1840, Öl auf Leinwand. 31 × 40,5 cm
- Schiffe in der Wieck bei Greifswald. Öl auf Leinwand. 95 × 116,5 cm
- Porträt des Friedrich August Gottlob Berndt
- Porträt des Prof. C. Friedrich. Um 1842